# FK Wołczańsk
FK Wołczańsk (ukr. ФК «Вовчанськ») – ukraiński klub piłkarski, mający siedzibę w mieście Wołczańsk, w obwodzie charkowskim, na wschodzie kraju, grający od sezonu 2021/22 w rozgrywkach ukraińskiej Druhiej-lihi.

## Historia
Chronologia nazw:
- 1992: FK Wołczańsk (ukr. ФК «Вовчанськ»)

Klub piłkarski FK Wołczańsk został założony w miejscowości Wołczańsk w roku 1992. Najpierw zespół występował w mistrzostwach rejonu wołczańskiego, a w 1996 awansował do wyższej ligi mistrzostw obwodu charkowskiego. W 2018 osiągnął pierwszy sukces, zdobywając mistrzostwo i Superpuchar obwodu charkowskiego. W sezonie 2018/19 zespół startował w Amatorskiej lidze Ukrainy oraz w Pucharze Ukrainy wśród amatorów.
W sezonie 2019/20 debiutował w Pucharze Ukrainy, gdzie przegrał w drugiej rundzie wstępnej. W sezonie 2020/21 ponownie występował w Amatorskiej lidze. W czerwcu 2021 roku klub zgłosił się do rozgrywek Drugiej ligi (D3) i otrzymał status profesjonalny.

## Barwy klubowe, strój, herb, hymn
|  |  |

Klub ma barwy biało-niebieskie. Zawodnicy domowe spotkania zazwyczaj grają w niebieskich koszulkach, niebieskich spodenkach oraz niebieskich getrach.

## Sukcesy

### Trofea międzynarodowe
Do chwili obecnej klub jeszcze nigdy nie zakwalifikował się do rozgrywek europejskich.

### Trofea krajowe
| \| \| Zdobyte trofea w rozgrywkach Ukrainy (stan na: 31-05-2021) \| |                                                            |      |          |
| Rozgrywki                                                           | Osiągnięcie                                                | Razy | Sezon(y) |
| · Mistrzostwo                                                       | I miejsce                                                  | 0    |          |
| · Mistrzostwo                                                       | II miejsce                                                 | 0    |          |
| · Mistrzostwo                                                       | III miejsce                                                | 0    |          |
| Puchar                                                              | zdobywca                                                   | 0    |          |
| Puchar                                                              | finalista                                                  | 0    |          |
| Puchar                                                              | 1/32 finału                                                | 1    | 2019/20  |
| II liga                                                             | I miejsce                                                  | 0    |          |
| II liga                                                             | II miejsce                                                 | 0    |          |
| II liga                                                             | III miejsce                                                | 0    |          |
| Ukraina                                                             | Zdobyte trofea w rozgrywkach Ukrainy (stan na: 31-05-2021) |      |          |

- Druha liha (D3):
  - ?. miejsce (1x): 2021/22 (B)

## Trofea inne
- Amatorskie Mistrzostwa Ukrainy (D4):
  - półfinalista (1x): 2020/21
- Puchar Ukrainy wśród amatorów:
  - finalista (1x): 2018/19
- Mistrzostwa obwodu charkowskiego:
  - mistrz (2x): 2018, 2019
  - wicemistrz (1x): 2017
  - 3.miejsce (1x): 2003
- Puchar obwodu charkowskiego:
  - finalista (1x): 2017
- Superpuchar obwodu charkowskiego:
  - zdobywca (1x): 2018
  - finalista (2x): 2017, 2019

## Poszczególne sezony

### Rozgrywki międzynarodowe

#### Europejskie puchary
Nie uczestniczył w rozgrywkach europejskich.

### Rozgrywki krajowe
| \| Ukraina \| Bilans występów klubu w rozgrywkach piłkarskich Ukrainy (Stan na 22 lipca 2021 r.) \| \| |                                                                                    |        |       |   |   |   |    |    |     |           |        |        |      |
| Poziom                                                                                                 | Rozgrywki                                                                          | Sezony | Mecze | Z | R | P | B+ | B– | Pkt | Lata      | Awanse | Spadki | Naj. |
| I | Premier-liha                                                                       | 0      |       |   |   |   |    |    |     |           | 0      | 0      |      |
| II | Persza liha                                                                        | 0      |       |   |   |   |    |    |     |           | 0      | 0      |      |
| III | Druha liha                                                                         | 1      |       |   |   |   |    |    |     | od 2021   | 0      | 0      | ?    |
| IV | Amatorska liha                                                                     | 2      |       |   |   |   |    |    |     | 2019–2021 | 1      | 0      | 3-4  |
| | Puchar Ukrainy                                                                     | 1      |       |   |   |   |    |    |     | 2019/20   | 0      | 0      | 1/32 |
| Ukraina                                                                                                | Bilans występów klubu w rozgrywkach piłkarskich Ukrainy (Stan na 22 lipca 2021 r.) |        |       |   |   |   |    |    |     |           |        |        |      |

## Piłkarze, trenerzy, prezydenci i właściciele klubu

### Trenerzy
- 2017–1.11.2019:  Andrij Berezowczuk
- 16.01.2020–25.06.2021:  Witalij Komarnycki
- 25.06.2021–...:  Andrij Berezowczuk

### Prezydenci
- 20??–...:  Witalij Panow

## Struktura klubu

### Stadion
Klub piłkarski rozgrywa swoje mecze domowe na stadionie Agregatowego Zakładu w Wołczańsku, który może pomieścić 1000 widzów. Również występuje w na stadionie Nowa Bawaria w Charkowie (2057 widzów).

## Kibice i rywalizacja z innymi klubami

### Derby
- Łokomotyw Kupiańsk
- Uniwer-Dynamo Charków